# After.Life
After.Life è un film del 2009 diretto da Agnieszka Wójtowicz-Vosloo.
La giovane cineasta polacca, alla sua opera prima, indaga, in forma di thriller psicologico, il sottile confine tra la vita e la morte, in una produzione statunitense che vede come protagonisti due volti noti del cinema contemporaneo: Christina Ricci e Liam Neeson.

## Trama
Anna è una giovane insegnante fidanzata con un avvocato, Paul; negli ultimi tempi la loro relazione non è delle migliori e durante una cena in un elegante ristorante, nella quale il suo fidanzato avrebbe voluto regalarle l'anello di fidanzamento, i due finiscono col litigare a causa di un fraintendimento della ragazza. Anna si precipita in macchina e si allontana ma finisce, causa il forte maltempo ed il suo nervosismo, per avere un grave incidente nel quale perde la vita. Si risveglia sul tavolo delle pompe funebri ed Eliot, la persona che si occupa di prepararne il corpo, le spiega con molto garbo e compassione che, anche se a lei sembra di essere ancora viva, in realtà è nel limbo che precede la morte e che lui riesce a comunicare con lei tramite la sua straordinaria capacità di parlare coi morti. Tutte le operazioni che il becchino esegue sul suo corpo sembrano effettivamente non provocare alcun dolore fisico in lei; Anna riceve poco dopo la visita della madre e del fidanzato Paul, al quale però viene negata la possibilità di accedere, perché non ufficialmente suo familiare.
Inizialmente Anna non riesce ad accettare la cosa e tenta di sottrarsi in tutti i modi a quello che sembra essere il suo fatale destino: tenta di fuggire, distrugge metà del laboratorio e quando infine in un ultimo tentativo di fuga vede la sua reale immagine cadaverica allo specchio si arrende a quella che sembra essere l'evidenza. In seguito, nei suoi continui discorsi con Eliot, Anna parla di grandi rimpianti e l'uomo, apparentemente abituato a discorsi simili, dopo averle a più riprese rammentato reazioni e commenti simili da parte di coloro che erano passati prima di lei, viene impressionato e prova a far uscire la ragazza dall'obitorio. Sul punto di varcare la soglia Anna ha però una terribile visione che le conferma il suo stato di defunta. Eliot, deluso, chiude la porta e conclude che era un tentativo inutile come gli altri precedenti, perché molti "hanno più paura della vita che della morte". Anna era già morta anche quando era in vita.
Paul, distrutto per la perdita, si rifiuta di accettare la dipartita della ragazza che amava; nonostante abbia visto la sua auto interamente distrutta, non avendo ancora visto il suo corpo non riesce a convincersi del tutto della sua scomparsa; quando successivamente Jack, un suo studente, informa Paul di aver scorto la ragazza dall'esterno dell'edificio delle pompe funebri, il giovane si convince definitivamente che c'è stato un terribile equivoco e che la ragazza sia in realtà ancora in vita e tenuta in ostaggio. Fuori di sé, si presenta alle pompe funebri ed ignorando le garbate raccomandazioni di Eliot che lo invitano ad andarsene, arriva fino alla porta dell'obitorio e chiama Anna supplicandolo di aprirle; Anna sente il suo fidanzato fuori ma la cosa non la emoziona affatto e con indifferenza rimane sdraiata sul tavolo nel quale si era risvegliata. Infuriato, Paul si reca alla centrale di Polizia dove chiede al Commissario di eseguire un mandato di perquisizione; ma Eliot aveva anticipato le sue mosse ed aveva chiamato a sua volta il Commissario per informarlo di quanto accaduto poco prima. Il capo della Polizia convince Paul ad elaborare il dolore e ad accettare definitivamente la triste realtà.
Poco prima del funerale, Anna chiede ad Eliot di vedersi un'ultima volta allo specchio ma, facendo caso all'appannamento del vetro al suo respiro, crede che sia in realtà viva e che tutto quanto aveva provato fosse frutto di droghe somministratele appositamente. La ragazza si spaventa moltissimo e crede sia solo l'operato di una mente malata; d'altro canto Eliot, con relativa tranquillità, afferma solo che è un suo ultimo tentativo di aggrapparsi alla vita e le inietta una sostanza che avrebbe il solo scopo di ridare tonalità alla pelle per il funerale.
Alla cerimonia funebre della giovane, Paul vede effettivamente il feretro della ragazza ma ha ancora l'impressione residua che qualcosa in lei sia ancora vivo; in seguito Anna, già seppellita, sembra ridestarsi all'interno della propria bara e nel panico totale urla aiuto. Nel frattempo al party il ragazzo beve parecchio ed ormai alterato dall'alcol si sfoga sul becchino che in modo calmo ma provocatorio chiede al giovane avvocato di tornare di persona al cimitero a controllare che sia effettivamente morta. Paul, nonostante l'alcool, riesce a raggiungere a grandi velocità il cimitero e come un forsennato scava per recuperare la sua amata; dopo averla estratta dalla bara apparentemente esanime, la rianima con la respirazione bocca a bocca. Nell'istante in cui la ragazza si ridesta e lo abbraccia felice, il corpo di Anna scompare lasciando spazio soltanto alla sua voce, mentre le immagini si oscurano e Paul si risveglia nello stesso tavolo che fino a poco prima aveva ospitato la sua compagna. Paul, analogamente a quest'ultima, non sarebbe mai giunto a destinazione poiché avrebbe avuto un incidente stradale mortale causato dall'alta velocità e dalle sue condizioni poco lucide. Mentre il giovane si dimena insistendo di essere ancora vivo, Eliot esegue una pratica sul corpo di Paul che sembrerebbe riportare l'uomo al suo stato mortale reale.
L'epilogo non offre chiari spunti sulla vicenda ed entrambe le visioni appaiono egualmente valide: Eliot potrebbe essere stato realmente un uomo con gravi problemi esistenziali che drogava le sue vittime per seppellirle vive, e la giovane coppia non essere realmente morta ma solo continuamente stordita. Oppure, Eliot avrebbe davvero avuto la capacità di sentire le anime dei non ancora trapassati: dunque Anna e Paul erano davvero deceduti ed avrebbero solo cercato, come molti altri in precedenza, un estremo attaccamento ad una vita persa e non vissuta nel modo per loro migliore.

## Produzione
Le riprese del film, girato tutto nello stato di New York, sono terminate nel dicembre 2008.

## Accoglienza
Il film ha ricevuto un'accoglienza poco entusiasta, sia da parte della critica che da parte del pubblico. Nonostante l'insuccesso generale, la regista, alla sua opera prima, ha avuto apprezzamenti per il registro stilistico e le capacità tecniche dimostrate.

## Riconoscimenti
- Nomination ai Young Artist Awards 2011: miglior attore giovane non protagonista 10 anni o meno (Chandler Canterbury)